# فالي (لاعب كرة قدم مواليد 1993)
فالي (بالإسبانية: Rafael Giménez Jarque)‏ هو لاعب كرة قدم إسباني في مركز الوسط، ولد في 12 أغسطس 1993 في بلنسية في إسبانيا. لعب مع خيمناستيك طركونة ونادي برشلونة ب.

## وصلات خارجية
- فالي (لاعب كرة قدم مواليد 1993) على موقع قاعدة بيانات كرة القدم.إي يو (الإنجليزية)
- فالي (لاعب كرة قدم مواليد 1993) على موقع Soccerway.com (الإنجليزية)
- فالي (لاعب كرة قدم مواليد 1993) على موقع عالم كرة القدم.نت (الإنجليزية)
- فالي (لاعب كرة قدم مواليد 1993) على موقع AS.com (الإسبانية)